# Flux (wis- en natuurkunde)
Flux is een term die in de wiskunde en de natuurkunde wordt gebruikt, maar niet altijd in dezelfde betekenis. In de wiskunde en deelgebieden van de natuurkunde wordt er de doorstroom van een grootheid door een oppervlak mee aangeduid (dimensie: [hoeveelheid]·[tijd]−1). In andere deelgebieden van de natuurkunde, zoals stromingsleer, wordt er ook wel de doorstroom van een grootheid per vierkante meter mee bedoeld, met als dimensie [hoeveelheid]·[tijd]−1·[oppervlakte]−1. Dit artikel behandelt vooralsnog alleen de eerste definitie. De term komt uit het Latijn, van fluere, wat "vloeien" of "stromen" betekent. Een veelgebruikt symbool voor flux is {\displaystyle \Phi }.

## Definitie
Om de flux of oppervlakte-integraal van een vectorveld {\displaystyle {\vec {F}}} door een oppervlak {\displaystyle S} te kunnen definiëren is nodig dat het oppervlak oriënteerbaar is en ook daadwerkelijk georiënteerd is. Dit houdt in dat het oppervlak twee zijden heeft, waarvan de een geldt als positieve zijde en de andere als negatieve zijde. Van de twee eenheidsnormaalvectoren die het oppervlak bijna overal heeft, geldt als positieve eenheidsnormaalvector de vector {\displaystyle {\hat {n}}} van de negatieve naar de positieve zijde.
De flux van {\displaystyle {\vec {F}}} door {\displaystyle S} is dan:
{\displaystyle \mathrm {Flux} ({\vec {F}},S)=\iint _{S}{\vec {F}}\cdot \mathrm {d} {\vec {A}}=\iint _{S}{\vec {F}}\cdot {\hat {n}}\,\mathrm {d} A}
met {\displaystyle {\hat {n}}} de positieve eenheidsnormaalvector op het oppervlakte-element {\displaystyle \mathrm {d} A}.
In verband hiermee wordt {\displaystyle {\vec {F}}} fluxdichtheid genoemd. Uitgaande van de flux kan de fluxdichtheid in een punt bepaald worden. De richting is die waarin de flux per oppervlakte-eenheid het grootst is, de grootte is de limiet van de flux per oppervlakte-eenheid in die richting, als het oppervlak steeds kleiner wordt gemaakt en steeds dichterbij genomen wordt.

### Eenvoudig voorbeeld
Indien het veld {\displaystyle {\vec {F}}} constant is in ruimte en tijd en het oppervlak {\displaystyle S} niet gekromd is, wordt de flux gegeven door 
{\displaystyle \mathrm {Flux} ({\vec {F}},S)=\iint _{S}{\vec {F}}\cdot {\hat {n}}\,\mathrm {d} A=\mathrm {Opp} (S)\,|{\vec {F}}|\cos \alpha }
Hierin is {\displaystyle {\hat {n}}} weer de positieve eenheidsnormaalvector op {\displaystyle S}, {\displaystyle {\textrm {Opp}}(S)} de oppervlakte van {\displaystyle S}, en {\displaystyle \alpha } de hoek tussen {\displaystyle {\hat {n}}} en {\displaystyle {\vec {F}}}.

### Divergentievrij veld
Voor een divergentievrij vectorveld {\displaystyle {\vec {F}}} en een gesloten georiënteerde kromme is de flux van {\displaystyle {\vec {F}}} door een oppervlak met de kromme als rand onafhankelijk van het oppervlak, mits de oriëntatie van het oppervlak correspondeert met die van de kromme via de rechterhandregel. Deze kan op twee manieren worden toegepast, met hetzelfde resultaat. De oriëntatie van de kromme bepaalt in een punt van de kromme een richting, waar via de rechterhandregel een oriëntatie van gesloten krommen om de eerste kromme hoort en daarmee, voor elk vlak met de eerste kromme als rand, een oriëntatie van het oppervlak. De andere manier brengt de circulatierichting van de kromme over naar elk punt van het oppervlak en daarmee correspondeert via de rechterhandregel de oriëntatie van het oppervlak.

## Debiet
De flux van de stroomsnelheid van een vloeistof of gas door een georiënteerd oppervlak is het volume dat per tijdseenheid van de negatieve naar de positieve zijde door het oppervlak stroomt. De flux van de stroomsnelheid van een rivier door een georiënteerde doorsnede van de waterloop (met de positieve zijde stroomafwaarts) is het debiet. De fluxdichtheid is zoals gezegd de snelheid, maar ook het volume per tijdseenheid en per oppervlakte-eenheid.
De flux van het product van stroomsnelheid en dichtheid is de massa die per tijdseenheid door het oppervlak stroomt. Meer algemeen geldt dat de flux van het product van snelheid en hoeveelheid per volume-eenheid de hoeveelheid per tijdseenheid is die door het oppervlak stroomt. De fluxdichtheid is zoals gezegd het product van stroomsnelheid en dichtheid, maar ook de massa per tijdseenheid en per oppervlakte-eenheid.

### Eenvoudige uitleg
Stel dat een bepaalde vloeistof stroomt met een snelheid {\displaystyle {\vec {v}}}, en dat men voor een kleine oppervlakte {\displaystyle A} wil weten hoeveel er door dat oppervlak heen stroomt. Met andere woorden: men wil weten hoeveel het debiet door dat oppervlak is. Laten we voor de eenvoud veronderstellen dat het oppervlak mooi recht is, en dat de stroomsnelheid constant is door de ruimte. Er zijn een aantal factoren die dit debiet beïnvloeden. 
- Ten eerste zal deze totale flux groter zijn als {\displaystyle A} groter is.
- Ten tweede is de flux evenredig met de stroomsnelheid {\displaystyle {\vec {v}}}.
- Tot slot is belangrijk dat de stroom gericht is door het oppervlak. Als de stroom schuin door het oppervlak gaat, is de doorgaande flux kleiner. Anders uitgedrukt: als {\displaystyle {\hat {n}}} de normaal is op {\displaystyle A}, is de flux evenredig met het inproduct {\displaystyle {\vec {v}}\cdot {\hat {n}}}.

Als we dit alles combineren, wordt de flux gegeven door
{\displaystyle {\textrm {Flux}}({\vec {v}})=A\,{\vec {v}}\cdot {\hat {n}}}
Als de snelheid loodrecht op het oppervlak staat, is {\displaystyle {\vec {v}}\cdot {\hat {n}}=|v|}, en herleidt de bovenstaande formule zich tot de gebruikelijke uitdrukking voor debiet: {\displaystyle Q=A|v|}. 
Indien een oppervlak gebogen is, kan men de volgende techniek toepassen: verdeel het oppervlak in oneindig kleine vierkantjes, zodanig dat hun aantal naar oneindig nadert. Gebruik de bovenstaande formule voor elk vierkantje om de flux per vierkantje te berekenen. Sommeer daarna de flux van alle vierkantjes om de totale flux te berekenen. Dit is precies wat een oppervlakte-integraal doet, en men verkrijgt op die manier dus de bovenstaande definitie.

## Gesloten oppervlak
Bij een gesloten oppervlak kan men spreken van de flux van een vectorveld {\displaystyle {\vec {F}}} door het oppervlak, van binnen naar buiten. De divergentie van {\displaystyle {\vec {F}}} in een punt is de limiet (als die bestaat) van de flux naar buiten per volume-eenheid, als het oppervlak het punt steeds nauwer omsluit. Als {\displaystyle {\vec {F}}} bijvoorbeeld het stromen van een stof in termen van massa voorstelt, is de divergentie in een punt de plaatselijk per volume-eenheid en tijdseenheid gegenereerde massa van de stof, bijvoorbeeld door een chemische reactie. Als {\displaystyle {\vec {F}}} echter het stromen van een stof in termen van volume voorstelt, tellen voor de divergentie ook wijzigingen in de dichtheid mee.
Een gesloten oppervlak omsluit een driedimensionaal gebied. Als dit gebied verdeeld wordt in kleinere gebieden, is de flux naar buiten van het geheel de som van de fluxen naar buiten voor alle deelgebieden. Door die steeds kleiner te nemen, volgt in de limiet dat de flux naar buiten van het geheel de volume-integraal van de divergentie is. Dit is de divergentiestelling. Als {\displaystyle {\vec {F}}} weer het stromen van een stof in termen van massa voorstelt, zegt de stelling dat de in het omsloten gebied in termen van massa per tijdseenheid gegenereerde stof in totaal gelijk is aan de hoeveelheid stof die het gebied verlaat, in termen van massa per tijdseenheid. Toepassing op het stromen van een stof in termen van volume kan wel, maar is met name bij een gas minder zinvol omdat zoals gezegd voor de divergentie alle wijzigingen in de dichtheid meetellen.

## Andere toepassingen
Andere toepassingen van het vectorveld {\displaystyle {\vec {F}}} zijn onder meer het elektrisch veld en de gravitatieversnelling. In de elektrostatica is de divergentie van het elektrisch veld evenredig met de lading per volume-eenheid, en de divergentie van de gravitatieversnelling is evenredig met de dichtheid. Er geldt met name dus ook dat de divergentie buiten een lading, resp. massa nul is. De divergentie van de magnetische fluxdichtheid is altijd nul, de flux door elk gesloten oppervlak dus ook.

## Veldlijnen
De flux door een oppervlak is in principe evenredig met het aantal veldlijnen door dat oppervlak (negatief gerekend bij een negatieve richting). Bij daadwerkelijk getekende veldlijnen is dit slechts bij benadering, maar bij denkbeeldige zeer dicht bij elkaar liggende klopt dit in de limiet. Divergentie is te zien aan het beginnen of eindigen van veldlijnen. Dit is met name overzichtelijk als de divergentie slechts op een beperkt gebied niet nul is. De lijnen worden dan vaak alleen daarbuiten getekend. In de elektrostatica lopen de veldlijnen van het elektrisch veld dan van de positieve naar de negatieve ladingen. De veldlijnen van de gravitatieversnelling lopen naar de massa's. In het geval van een model met puntladingen, puntmassa's, of andere puntbronnen/-putten, divergeren de veldlijnen uit een punt, of convergeren ze naar een punt. De limiet naar zo'n punt van de grootte van het vectorveld (dus van de grootte van de fluxdichtheid) is oneindig.

## Tweedimensionale versie
Om de flux of lijnintegraal van een vectorveld {\displaystyle {\vec {F}}} door een kromme {\displaystyle S} te kunnen definiëren is nodig dat de kromme oriënteerbaar is en ook daadwerkelijk georiënteerd. Dit houdt in dat de kromme opzij twee zijden heeft, waarvan één geldt als positieve zijde en de andere als negatieve zijde. Van de twee eenheidsnormaalvectoren die de kromme bijna overal heeft, geldt als positieve eenheidsnormaalvector de vector {\displaystyle {\hat {n}}} van de negatieve naar de positieve zijde.
De oppervlakte-integraal wordt dan een lijnintegraal over het tweedimensionaal inwendig product van de tweedimensionale vector en de tweedimensionale positieve eenheidsnormaalvector. Dit zou bijvoorbeeld aan de orde kunnen zijn bij het door personen of dieren passeren van een grens.

## Eendimensionale versie
Om de flux van een vectorveld {\displaystyle {\vec {F}}} door een punt {\displaystyle P} te kunnen definiëren is nodig dat één richting in de eendimensionale ruimte geldt als de positieve richting. De eenheidsvector van de negatieve naar de positieve zijde geldt als de positieve eenheidsvector {\displaystyle {\hat {n}}}.
De flux van een eendimensionaal vectorveld door het punt is eenvoudig de getalwaarde van de eendimensionale vector, bijvoorbeeld de passage per tijdseenheid in positieve richting door het punt. Deze is het product van snelheid en hoeveelheid per strekkende lengte-eenheid. Dit is bijvoorbeeld aan de orde voor aantallen personen of voertuigen (zie ook verkeerscapaciteit).